# Schrammelmusik

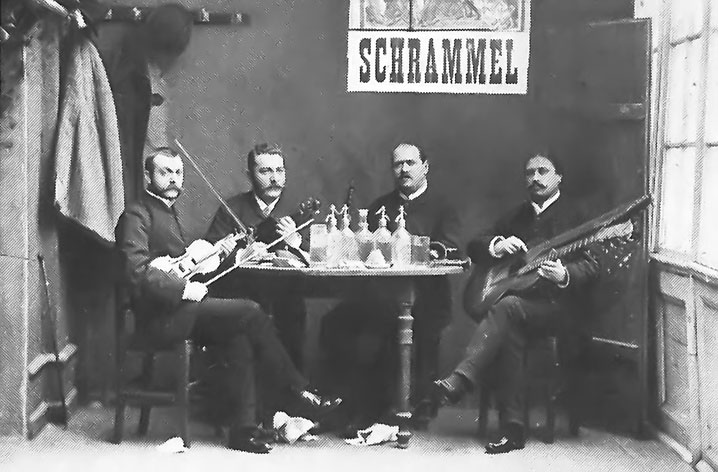
Il quartetto Schrammel nel 1890

La Schrammelmusik (ˈʃʁaməlmuˌzik) è uno stile di musica popolare Viennese originario della fine del XIX secolo e tuttora eseguito nell'attuale Austria. Lo stile prende il nome dai prolifici compositori popolari Johann e Josef Schrammel.

## I fratelli Schrammel
Nel 1878 i fratelli Johann Schrammel (1850-1893) e Josef Schrammel (1852-1895), musicisti, violinisti e compositori di Vienna, Austria, formarono un gruppo con il chitarrista Anton Strohmayer, figlio del celebre compositore Alois Strohmayer. I fratelli Schrammel suonavano due violini, accompagnati da Strohmayer su una contraguitar a doppio collo. Ispirati da tradizioni sia urbane che rustiche, i tre musicisti eseguivano canti popolari, marce e musica da ballo, il più delle volte per il pubblico nelle osterie (Heurigen) e nelle locande di Vienna. Inizialmente il trio si chiamava "Nussdorfers" dal nome del villaggio di Nußdorf, ex comune ora quartiere del distretto di Döbling, Vienna, dove spesso si esibivano.
Nel 1884 il clarinettista Georg Dänzer si unì al gruppo, che ben presto riscosse un successo fenomenale sotto il nome di Specialitäten Quartett Gebrüder Schrammel ("Quartetto Specialità Fratelli Schrammel"). L'orchestra fu invitata ad esibirsi in palazzi e residenze private, poiché l'élite viennese si appassionò alla loro musica. La popolarità dei fratelli Schrammel fu così enorme che alcune forme precedenti di musica popolare, come la canzone dialettale Wienerlied, divennero note come Schrammelmusik. Alla fine la fama dei fratelli Schrammel si espanse in tutta Europa e nel 1893 furono invitati ad esibirsi alla Fiera Colombiana di Chicago.
I fratelli Schrammel composero più di 200 canzoni e brani musicali in soli sette anni. Johann Schrammel morì nel 1893, seguito due anni dopo da Josef. Ognuno dei fratelli aveva 43 anni alla sua morte.

## Stile
Un tipico gruppo di Schrammelmusik consiste in due violini o fiddle, una contraguitar a doppio collo e un clarinetto in Sol (noto anche in Austria come picksüßes Hölzl). Spesso è inclusa una fisarmonica a bottoni, chiamata fisarmonica Schrammel (Schrammelharmonika).
Gli artisti cercano un suono melanconico, "come un pianto", ma melodioso. Lo stile è influenzato dalla musica popolare dall'Austria, Ungheria, Slovenia, Moravia e Baviera.
Molti dei compositori di musica ufficiale di Vienna sono stati anche appassionati di Schrammelmusik, tra questi Johann Strauss, Johannes Brahms e Arnold Schönberg.

## Interpreti moderni
Tra i musicisti moderni di Schrammelmusik comprendono Extremschrammeln, Edi Reiser, Karl Hodina, Roland Neuwirth, il Quartetto Viennese Thalia, Malat Schrammeln, Alfons Bauer, Rudi Knabl, Anton Karas e Peter Havlicek.

## Registrazioni
L'album Continental Cafe contiene cinque tracce di Schrammelmusik, di un gruppo chiamato Wiener Konzerschram. Il disco fu pubblicato dalla Cook Records negli anni '50 e ristampato dalla Smithsonian Folkways nel 2004.